# 小银绿鳍鱼
小银绿鳍鱼（学名：Chelidonichthys spinosus）为輻鰭魚綱鮋形目牛尾魚亞目鲂鮄科绿鳍鱼属的鱼类。分布于日本以及中国东海、南海等海域，棲息深度25-615公尺，體長可達40公分，為底棲性魚類，可做為食用魚。该物种的模式产地在中国舟山、宁波。